# Effectif des équipes à la Coupe des confédérations 2005
Voici la liste des joueurs sélectionnés pour la Coupe des confédérations 2005, en Allemagne.

## Groupe A

### Allemagne
- Gardiens
  - 1 Oliver Kahn ( Bayern Munich)
  - 12 Jens Lehmann ( Arsenal)
  - 23 Timo Hildebrand ( VfB Stuttgart)

- Défenseurs
  - 2 Andreas Hinkel ( VfB Stuttgart)
  - 3 Arne Friedrich ( Hertha BSC Berlin)
  - 4 Robert Huth ( Chelsea)
  - 5 Patrick Owomoyela ( Arminia Bielefeld)
  - 17 Per Mertesacker ( Hanovre 96)
  - 21 Christian Schulz ( Werder Brême)

- Milieux
  - 6 Marco Engelhardt ( FC Kaiserslautern)
  - 7 Bastian Schweinsteiger ( Bayern Munich)
  - 8 Torsten Frings ( Bayern Munich)
  - 10 Sebastian Deisler ( Bayern Munich)
  - 13 Michael Ballack ( Bayern Munich)
  - 15 Fabian Ernst ( Werder Brême)
  - 16 Thomas Hitzlsperger ( Aston Villa)
  - 18 Tim Borowski ( Werder Brême)
  - 19 Bernd Schneider ( Bayer Leverkusen)

- Attaquants
  - 9 Mike Hanke ( Schalke 04)
  - 11 Thomas Brdaric ( VfL Wolfsburg)
  - 14 Gerald Asamoah ( Schalke 04)
  - 20 Lukas Podolski ( FC Cologne)
  - 22 Kevin Kurányi ( VfB Stuttgart)

- Sélectionneur : Jürgen Klinsmann

### Argentine
- Gardiens
  - 1 Leo Franco ( Atlético Madrid)
  - 12 Germán Lux ( River Plate)
  - 23 Wilfredo Caballero ( Elche CF)

- Défenseurs
  - 2 Walter Samuel ( Inter Milan)
  - 3 Juan Pablo Sorín ( Villarreal)
  - 4 Javier Zanetti ( Inter Milan)
  - 6 Gabriel Heinze ( Manchester United)
  - 13 Gonzalo Javier Rodríguez ( Villarreal)
  - 14 Gabriel Milito ( Real Saragosse)
  - 15 Diego Placente ( Bayer Leverkusen)
  - 16 Fabricio Coloccini ( Deportivo La Corogne)
  - 17 Lucas Bernardi ( AS Monaco)

- Milieux
  - 5 Esteban Cambiasso ( Inter Milan)
  - 8 Juan Román Riquelme ( Villarreal)
  - 10 Pablo Aimar ( Valence CF)
  - 18 Mario Alberto Santana ( US Palerme)
  - 19 Maxi Rodríguez ( Espanyol Barcelone)
  - 20 Martin Demichelis ( Bayern Munich)
  - 22 Luciano Galletti ( Real Saragosse)

- Attaquants
  - 7 Carlos Tévez ( Corinthians)
  - 9 Javier Saviola ( AS Monaco)
  - 11 César Delgado ( CD Cruz Azul)
  - 21 Luciano Figueroa ( Villarreal)

- Sélectionneur : José Pekerman

### Australie
- Gardiens
  - 1 Mark Schwarzer ( Middlesbrough)
  - 12 Michael Petkovic ( Trabzonspor)
  - 18 Željko Kalac ( Pérouse)

- Défenseurs
  - 2 Kevin Muscat ( Millwall)
  - 3 Craig Moore ( Borussia Mönchengladbach)
  - 4 Lucas Neill ( Blackburn Rovers)
  - 5 Tony Vidmar ( Cardiff City)
  - 6 Tony Popović ( Crystal Palace)
  - 14 Simon Colosimo ( Perth Glory)
  - 17 Jonathan McKain ( FC Progresul Bucarest)
  - 20 Ljubo Miličević ( FC Thoune)

- Milieux
  - 7 Brett Emerton ( Blackburn Rovers)
  - 8 Josip Skoko ( Gençlerbirliği)
  - 10 Tim Cahill ( Everton)
  - 11 Scott Chipperfield ( FC Bâle)
  - 13 Luke Wilkshire ( Bristol City)
  - 19 Jason Čulina ( FC Twente)
  - 21 Ahmad Elrich ( Fulham)
  - 23 Mile Sterjovski ( FC Bâle)

- Attaquants
  - 9 Mark Viduka ( Middlesbrough)
  - 15 John Aloisi ( Osasuna Pampelune)
  - 16 David Zdrilic ( Sydney FC)
  - 22 Archie Thompson ( Lierse SK)

- Sélectionneur : Frank Farina

### Tunisie
- Gardiens
  - 1 Ali Boumnijel ( Club africain)
  - 16 Khaled Fadhel ( Diyarbakirspor)
  - 22 Hamdi Kasraoui ( Espérance sportive de Tunis)

- Défenseurs
  - 2 Karim Saidi ( Feyenoord Rotterdam)
  - 4 Wissem Abdi ( Club sportif sfaxien)
  - 6 Hatem Trabelsi ( Ajax Amsterdam)
  - 15 Radhi Jaïdi ( Bolton Wanderers)
  - 19 Anis Ayari ( Samsunspor)
  - 20 José Clayton ( Espérance sportive de Tunis)
  - 23 Amir Haj Massaoud ( Club sportif sfaxien)

- Milieux
  - 8 Mehdi Nafti ( Birmingham City)
  - 10 Kaies Ghodhbane ( Samsunspor)
  - 12 Jawhar Mnari ( Espérance sportive de Tunis)
  - 13 Hamed Namouchi ( Glasgow Rangers)
  - 14 Adel Chedli ( Istres)
  - 17 Chaouki Ben Saada ( SC Bastia)
  - 18 Selim Benachour ( Paris Saint-Germain)

- Attaquants
  - 3 Karim Essediri ( Tromsø IL)
  - 5 Ziad Jaziri ( Gaziantepspor)
  - 7 Imed Mhedhebi ( Étoile sportive du Sahel)
  - 9 Haykel Guemamdia ( Club sportif sfaxien)
  - 11 Francileudo Santos ( FC Sochaux-Montbéliard)
  - 21 Issam Jemâa ( Espérance sportive de Tunis)

- Sélectionneur :  Roger Lemerre

## Groupe B

### Brésil
- Gardiens
  - 1 Dida ( Milan AC)
  - 12 Marcos ( SE Palmeiras)
  - 23 Heurelho Gomes ( PSV Eindhoven)

- Défenseurs
  - 2 Maicon ( AS Monaco)
  - 3 Lúcio ( Bayern Munich)
  - 4 Roque Júnior ( Bayer Leverkusen)
  - 6 Gilberto ( Hertha BSC Berlin)
  - 13 Cicinho ( São Paulo)
  - 14 Juan ( Bayer Leverkusen)
  - 15 Luisão ( Benfica)
  - 16 Léo ( Benfica)

- Milieux
  - 5 Emerson ( Juventus)
  - 8 Kaká ( Milan AC)
  - 10 Ronaldinho ( FC Barcelone)
  - 11 Zé Roberto ( Bayern Munich)
  - 17 Gilberto Silva ( Arsenal)
  - 18 Juninho Pernambucano ( Olympique lyonnais)
  - 19 Renato ( FC Séville)
  - 22 Eduardo César Daud Gaspar ( Arsenal)

- Attaquants
  - 7 Robinho ( Santos FC)
  - 9 Adriano ( Inter Milan)
  - 20 Júlio Baptista ( FC Séville)
  - 21 Ricardo Oliveira ( Betis Séville)

- Sélectionneur : Carlos Alberto Parreira

### Grèce
- Gardiens
  - 1 Antonios Nikopolidis ( Olympiakos)
  - 12 Konstantinos Chalkias ( Panathinaïkos)
  - 13 Michális Sifákis ( OFI Crète)

- Défenseurs
  - 2 Giourkas Seitaridis ( FC Porto)
  - 3 Loukas Vyntra ( Panathinaïkos)
  - 4 Efstáthios Tavlarídis ( Lille OSC)
  - 5 Sotirios Kyrgiakos ( Glasgow Rangers)
  - 14 Takis Fyssas ( Benfica)
  - 18 Yannis Goumas ( Panathinaïkos)
  - 19 Michalis Kapsis ( Girondins de Bordeaux)

- Milieux
  - 6 Angelos Basinas ( Panathinaïkos)
  - 7 Theodoros Zagorakis ( Bologne)
  - 8 Stelios Giannakopoulos ( Bolton Wanderers)
  - 10 Vassilios Tsiartas ( FC Cologne)
  - 16 Pantelis Kafes ( Olympiakos)
  - 20 Giorgos Karagounis ( Inter Milan)
  - 21 Kóstas Katsouránis ( AEK Athènes)
  - 23 Vassilis Lakis ( Crystal Palace)

- Attaquants
  - 9 Angelos Charisteas ( Ajax Amsterdam)
  - 11 Dimitrios Papadopoulos ( Panathinaïkos)
  - 15 Zisis Vryzas ( Celta Vigo)
  - 17 Ioánnis Amanatídis ( FC Kaiserslautern)
  - 22 Theofanis Gekas ( Panathinaïkos)

- Sélectionneur :  Otto Rehhagel

### Japon
- Gardiens
  - 1 Seigo Narazaki ( Nagoya Grampus)
  - 12 Yoichi Doi ( FC Tokyo)
  - 23 Yoshikatsu Kawaguchi ( Júbilo Iwata)

- Défenseurs
  - 2 Makoto Tanaka ( Júbilo Iwata)
  - 3 Takayuki Chano ( JEF United Ichihara Chiba)
  - 5 Tsuneyasu Miyamoto ( Gamba Osaka)
  - 14 Alessandro dos Santos ( Urawa Red Diamonds)
  - 20 Keisuke Tsuboi ( Urawa Red Diamonds)
  - 21 Akira Kaji ( FC Tokyo)
  - 22 Teruyuki Moniwa ( FC Tokyo)

- Milieux
  - 4 Yasuhito Endō ( Gamba Osaka)
  - 6 Kōji Nakata ( Olympique de Marseille)
  - 7 Hidetoshi Nakata ( AC Fiorentina)
  - 8 Mitsuo Ogasawara ( Kashima Antlers)
  - 10 Shunsuke Nakamura ( Reggina Calcio)
  - 15 Takashi Fukunishi ( Júbilo Iwata)
  - 17 Atsuhiro Miura ( Vissel Kobe)
  - 18 Junichi Inamoto ( West Bromwich Albion)
  - 19 Masashi Motoyama ( Kashima Antlers)

- Attaquants
  - 9 Keiji Tamada ( Kashiwa Reysol)
  - 11 Takayuki Suzuki ( Kashima Antlers)
  - 13 Atsushi Yanagisawa ( ACR Messine)
  - 16 Masashi Oguro ( Gamba Osaka)

- Sélectionneur :  Zico

### Mexique
- Gardiens
  - 1 Oswaldo Sánchez ( Chivas de Guadalajara)
  - 12 Moisés Muñoz ( CA Monarcas Morelia)
  - 23 José de Jesús Corona ( UAG Tecos)

- Défenseurs
  - 2 Aarón Galindo ( CD Cruz Azul)
  - 3 Carlos Salcido ( Chivas de Guadalajara)
  - 4 Rafael Márquez ( FC Barcelone)
  - 5 Ricardo Osorio ( CD Cruz Azul)
  - 15 Hugo Sánchez Guerrero ( Tigres UANL)
  - 16 Mario Méndez ( Club Toluca)
  - 18 Salvador Carmona ( CD Cruz Azul)

- Milieux
  - 6 Gerardo Torrado ( CD Cruz Azul)
  - 7 Zinha ( Club Toluca)
  - 8 Pável Pardo ( Club América)
  - 11 Ramón Morales ( Chivas de Guadalajara)
  - 14 Gonzalo Pineda ( Pumas UNAM)
  - 20 Juan Pablo Rodríguez ( UAG Tecos)
  - 21 Jaime Lozano ( Pumas UNAM)
  - 22 Luis Ernesto Pérez ( Club de Futbol Monterrey)

- Attaquants
  - 9 Jared Borgetti ( CF Pachuca)
  - 10 Omar Bravo ( Chivas de Guadalajara)
  - 13 Rafael Márquez Lugo ( CA Monarcas Morelia)
  - 17 Francisco Fonseca ( CD Cruz Azul)
  - 19 Alberto Medina ( Chivas de Guadalajara)

- Sélectionneur :  Ricardo La Volpe